# Soochow-Universität (Suzhou)

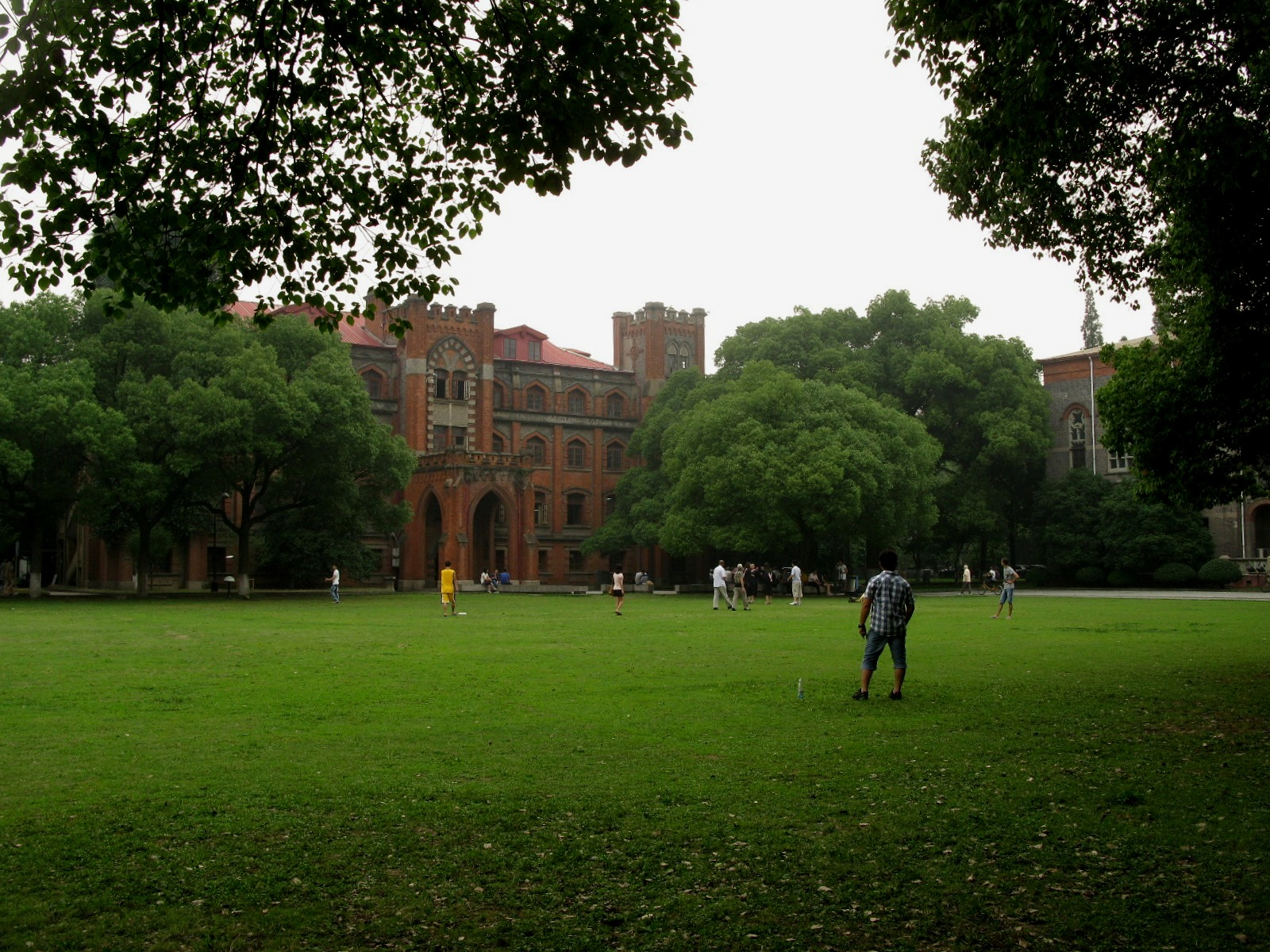
Soochow-Universität

Die Soochow-Universität (苏州大学, Pinyin: Sūzhōu Dàxué) ist eine staatliche Universität mit etwa 50.000 Studierenden und gut 1600 Professoren in Suzhou, Jiangsu, Volksrepublik China. Die Universität ist Mitglied im Projekt 211 des chinesischen Bildungsministeriums.

## Geschichte
Die Universität wurde 1900 durch Methodisten durch die Vereinigung der Po-hsi Akademie der Kung-hsiang Akademie und der Chung-hsi Akademie gegründet. Sie war eine der ersten chinesischen Universitäten die einen Masterabschluss nach westlichem Vorbild angeboten hat. Nach mehreren großen Veränderungen (unter anderem Flucht einiger Professoren nach Taiwan nach dem chinesischen Bürgerkrieg, wo diese die noch heute bestehende gleichnamige Universität gegründet haben) und Zusammenschlüssen verschiedener Einrichtungen, besteht die Soochow-Universität seit 1982 in ihrer heutigen Form.
Unter dem Namen Deutsch-Chinesische Mittelstandsinstitut (DCMI) hat die Soochow-Universität in Kooperation mit der Fachhochschule des Mittelstands (Bielefeld) einen gemeinsamen Studiengang im Bereich internationale Betriebswirtschaft angeboten, der aus Mitteln des Bundesministeriums für Bildung und Forschung und durch den Deutschen Akademischen Austauschdienst gefördert wurde.

## Standorte
Die Hochschule ist auf drei Hauptstandorte verteilt. Der Hauptcampus befindet sich im Stadtzentrum von Suzhou, der Campus mit den naturwissenschaftlichen Fakultäten im Suzhou Industrial Park (Lage), des Weiteren gibt es noch einen Campus am Yangchengsee.